# 奧尼克斯河

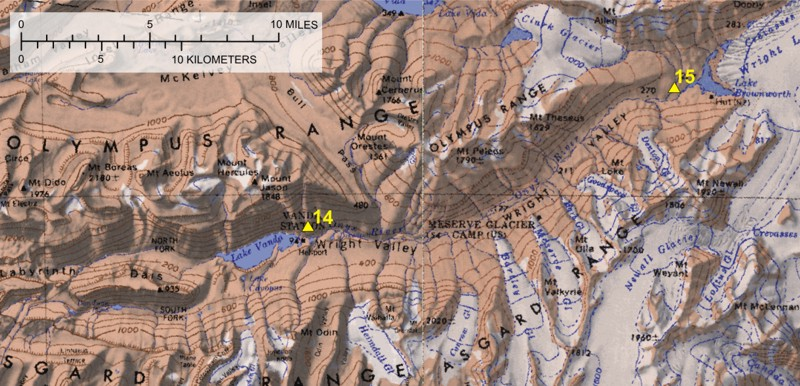

奧尼克斯河是南極洲的河流，位於維多利亞地。在南極洲夏季的短短幾個月裡，它流經萊特下冰川和布朗沃斯湖，最終注入萬塔湖，全長32公里，是南極洲最長的河流。該河現時由南極條約體系管理。

## 外部連結
- "Antarctica’s longest river", p 16, and "What the flood revealed", pp 15–21, Antarctic Sun（页面存档备份，存于）, January 26, 2003